# Distaccamento Garibaldi "Tino Ferdiani"
Il Distaccamento Garibaldi "Tino Ferdiani" (già "Luigi Boscarin") fu il primo nucleo partigiano nato nell'area bellunese e fu intitolato inizialmente a Luigi Boscarin (o Buscarin) e successivamente a Tino Ferdiani, uno dei primi volontari morti durante un'azione del distaccamento.

Esso venne creato il 7 novembre 1943 presso la casera "Spàsema" di Lentiai per iniziativa del Comando Veneto delle Brigate Garibaldi ed alla presenza di uno dei suoi responsabili, Amerigo Clocchiatti “Ugo”.
A partire da questo nucleo si sviluppò gran parte dell'organizzazione partigiana che nei mesi successivi si articolò nelle principali divisioni partigiane del Veneto: la “Divisione Belluno“, che operò nel territorio dell'omonima provincia, e la Divisione Nino Nannetti, che operò nella Sinistra Piave, nell'altipiano del Cansiglio, nell'area di Vittorio Veneto e nella valle del Vajont.

## Le sedi del Nucleo partigiano nell'inverno 1943/1944
Se si considera che dal 13 settembre 1943 la provincia di Belluno venne annessa al III Reich come “Alpenvorland” e diretta da un commissario tedesco, Franz Hofer, si comprende la difficoltà dell'organizzazione partigiana e la necessità di continui spostamenti dei gruppi di resistenti armati. Così verso la fine del mese di dicembre 1943 il Nucleo si spostò più volte per trovare una base adatta per passare l'inverno. Dalla casera sopra Lentiai ad un'altra casera nella Valle del Mis il nucleo oltrepassò quindi il Cordevole e dal Pian Cajada arrivò a Longarone. Dopo aver attraversato il Piave si acquartierò fino al marzo 1944 nelle valli: di Val Mesàz (o, in veneto,  Mesazzo) nel comune di  Erto e Casso, e la  valle del Val Vajont, sotto il Monte Toc. La stazione ferroviaria di Faé - Fortogna (frazione di Longarone fu il punto per rifornimenti e di arrivo dei volontari che nel primo periodo provenivano numerosi (si stima un centinaio) dall'Emilia-Romagna.

## I protagonisti
I due personaggi ai quali fu intitolato il nucleo partigiano erano:

### Luigi Boscarin
- Luigi Boscarin (o Buscarin), bellunese, nato nel 1907, emigrò in Francia nel 1931 ove aderì inizialmente a “Giustizia e Libertà” per poi entrare nel 1934 nel PCdI. Nell'ottobre 1936 si arruolò nel Battaglione Garibaldi delle brigate internazionali, che partecipava alla Guerra civile spagnola. Combatté sia al “Cerro de Los Angeles”, nella città di Getafe, che alla “Casa de Campo”, un quartiere di Madrid. Morì, per infezione da tetano, a Madrid il 3 dicembre 1936[1].

### Tino Ferdiani
- Innocenzo Fergnani, detto Tino Ferdiani, di Castel Bolognese, morì a Forno di Zoldo il 7 gennaio 1944 a seguito della caduta accidentale in un burrone durante un'azione contro il farmacista fascista del luogo.

### Amerigo Clocchiatti
- Amerigo Clocchiatti “Ugo” (Colugna, frazione di Tavagnacco (Udine) 8 dicembre 1911, Alzate Brianza, 1994), operaio, fu il promotore del Nucleo. Nel 1930, deferito al Tribunale Speciale si rifugiò in Francia per due anni. Nel 1932 rientrò in Italia per diventare segretario del PCI clandestino a Udine. Nel 1933 dovette fuggure ancora in Francia e da qui passò a Mosca alla scuola del PCUS. Rientra clandestinamente nel 1942 dopo aver partecipato alla Resistenza francese. Dall'8 settembre 1943 ebbe l'incarico di organizzare i GAP e le Brigate Garibaldi nel Veneto. Dall'aprile al novembre 1944 fu il commissario politico della Divisione Garibaldina "Nino Nannetti" e successivamente, fino al marzo 1945, partecipò al Comando del Corpo volontari della libertà (CVL) di Milano. Finita la guerra diresse le Federazioni del PCI di Padova e di Piacenza, fu deputato comunista nella I Legislatura, II Legislatura, III Legislatura.

## I primi volontari
I primi 22 partigiani del nucleo Boscarin del 7 novembre 1943 erano:

### Rizzieri Raveane
- Rizzieri Raveane “Nicolotto” di Feltre, comunista, ex combattente di Spagna e ex confinato a Ventotene, fu il primo comandante del Nucleo, successivamente assumerà il comando di una Brigata Garibaldi della Divisione “Belluno”.

### Manlio Silvestri
- Manlio Silvestri “Giovanni Monteforte”, (Saccolongo 9 settembre 1916 - Sappada 29 luglio 1944), operaio, comunista, ex combattente nelle Brigate Internazionali in Spagna, prigioniero a Vernet d'Ariège in Francia, confinato a Ventotene nel 1941. Fu il primo commissario politico del Nucleo. Successivamente operò nel Trentino. Catturato a Borgo Valsugana, fu processato a Bolzano dal Tribunale Speciale tedesco e condannato a morte con Bortolotti, Peruzzo, Frank; venne impiccato a Sappada con gli altri due partigiani (Armando Bortolotti di Castel di Fiemme e Angelo Peruzzo nato a Enego) e residente a Borgo Val Sugana, dopo che era saltato uno scambio di prigionieri. Il partigiano Frank venne fucilato a Fonzaso del Grappa.

### Giuseppe Gaddi
- Giuseppe Gaddi "Sandrinelli", (Trieste, 1º settembre 1909 - 15 settembre 1982), operaio, iscritto al PCI, condannato nel 1928 dal Tribunale Speciale a 10 anni di carcere. Uscito nel 1932 si trasferì in Francia redattore del quotidiano "La voce degli italiani". Arrestato, uscì dal carcere l'8 settembre 1943 ed entrò nella Resistenza. Catturato, fu inviato in un campo di concentramento in Germania. Dopo essere fuggito continuò la lotta nelle Brigate Garibaldi. Medaglia d'argento al V.M. Nel dopoguerra si dedicò alla vita politica e alla ricerca storica con una notevole produzione di opere[2].

### Eliseo Dal Pont
- Eliseo Dal Pont “Bianchi” (Pez, frazione di Cesiomaggiore, 25 dicembre 1919 - 1994), successivamente segretario della CGIL di Belluno; il Comune di Belluno gli ha dedicato una sala convegni.

### Gli altri partigiani
- Enrico Longobardi, “Rega”, da Venezia, successivamente rappresentante del PCI nel CLN Belluno;
- Beniamino Rossetto “Mostacetti” (Vigodarzere, 26 luglio 1913) Padova, successivamente comandante della brigata Mazzini;
- Tagliapietra di Lentiai;
- Giuseppe Deon, che nel 1921 era stato sindaco socialista di Longarone, fondatore del CLN Belluno;
- Ernesto Endrighetti;
- Ernesto Ferrazza;
- Cesare Funes;
- Santo (o Sante) Mussio “Coledi” (Bergamo 1915- 1997) [3] , successivamente commissario politico della divisione d'assalto Garibaldi “Nino Nannetti” e questore di Belluno;
- Pietro Tagliapietra “Virgilio”;
- ”Cocco”;
- tre russi: Orlov, Bortnikov e Kusnetzov;
- due slavi: Mirko e Misa;
- due montenegrini: Bozdar Martinovic “Bose” e uno ignoto;
- alcune donne, fra le quali Rina e Grazia Tagliapietra, la veneziana “Ina”, la “romana”;
- alcuni ex prigionieri inglesi.

## I nuovi volontari
Dal 4 dicembre 1943 si aggiunsero al nucleo, che si era posizionato nel frattempo nella valle del Mis, altri volontari tra cui:

### Paride Brunetti
- Paride Brunetti “Bruno”, tenente di carriera, che diventò il nuovo comandante del nucleo e che successivamente organizzò e diresse la numerosa Brigata Garibaldina Antonio Gramsci (Feltre).

### Mariano Mandolesi
- Mariano Mandolesi “Carlo”, comunista, nel 1938 operaio a Civitanova Marche, dal 1941 sergente motorista a Padova, dove partecipò anche all'organizzazione clandestina del PCI nell'ambito militare di Padova e di Montagnana con l'aiuto di Giuseppe Schiavon.

### Bonomo Tominez
- Bonomo Tominez "Antonio", futuro membro del Triunvirato insurrezionale Veneto, da Milano.

### Giuseppe Landi
- Giuseppe Landi, «De Luca», figlio di Carlo ed Elvira Lullini (Medicina, 17 aprile 1916 - ?, 1989) manovale, seguì l'esempi del fratello Nerio nel 1932 entrò nell'organizzazione clandestina del PCdI. Nel 1934 fu arrestato la prima volta e successivamente fu condannato a due anni al confino a Ventotene e visse, fino al 8 settembre 1943, da commerciante di pellane ed entrando ed uscendo in continuazione dal carcere fascista. Alla caduta del fascismo si mise a disposizione del partito comunista per l'organizzazione armata ed arrivò il 4 dicembre 1943 al nucleo come ispettore dei GAP e commissario politico. Nell'autunno del 1944 divenne commissario politico della "zona Piave", alle cui dipendenze operavano le divisioni "Belluno" e "Nannetti". Quando nel marzo 1945 seppe che la moglie Emma Guerra, anch'ella partigiana, era stata catturata nel novembre 1944 dalla banda Carità e rinchiusa in un lager a Bolzano, Landi si trasferì in questa città e, in accordo con i partigiani locali, riuscì a liberarla. Per la sua attività fu riconosciuto partigiano dal 9 settembre 1943 al 5 maggio 1945 e fu congedato con il grado di tenente colonnello. Nell'autunno 1945 fu anche incarcerato per fatti relativi alle sue responsabilità di comandante partigiano. Durante quel periodo scrisse il memoriale "Rapporto sulla Resistenza nella zona Piave", pubblicato nel 1984 dall'Editore "La Pietra" in collaborazione con la Regione Emilia-Romagna.

### Mario Pasi
- Mario Pasi “Montagna”, (Ravenna, 21 luglio 1913 - Belluno, 10 marzo 1945), medico, Medaglia d'oro al valor militare alla memoria. Fu medico presso l'ospedale di Trento prima e dopo aver fatto il militare sul fronte occidentale e greco-albanese. Esonerato dall'esercito per motivi di salute si spostò nel bellunese entrando nella Resistenza. Catturato e lungamente torturato, venne impiccato. Nel dopo guerra il Comune di Trento gli ha intitolato una piazza nel centro storico e Ravenna gli ha dedicato una scuola.

### Bruno Venturini
- Bruno Venturini “Gianni Bianchini” (Fano 28 settembre 1909, Brescia 29 novembre 1944), laureato in veterinaria e in chimica, dirigente comunista dal 1930, carcerato dal 1933 al 1937. Si trasferì a Milano dove fu tra gli organizzatori degli scioperi del marzo 1943. A Milano il 26 luglio 1943 tenne un comizio a nome del Partito comunista e, dopo l'8 settembre, organizzò i giovani alla resistenza in montagna. Fu tra i promotori del CLN nazionale. Nel giugno del 1944 è responsabile del Pci di Venezia. Fu ispettore del CLN Veneto per le province di Vicenza e Treviso; rappresentante del PCI presso la Divisione Garibaldi "Nannetti" e vice comandante del CVL delle Tre Venezie. Nel tentativo di sottrarsi all'arresto su delazione durante un viaggio tra il Veneto e Milano venne catturato e fu fucilato a Brescia.

### Libero Lossanti
- Libero Lossanti “Lorenzini” (Bologna 1919 - Palazzuolo sul Senio (Firenze), 15 giugno 1944), perito chimico, Medaglia d'oro al Valor militare alla memoria. Capitano di complemento. Dopo aver avviato la Divisione Nannetti si trasferì nel vicentino e passò in Toscana ove verrà nominato nell'agosto 1944 comandante della 4ª Brigata Garibaldi "Alessandro Bianconcini", a capo della quale morì. Bologna lo ricordò intitolandogli un viale.